# Frilla
Frilla es un género de foraminífero bentónico normalmente considerado un subgénero de Operculina, es decir, Operculina (Frilla), pero aceptado como sinónimo posterior de Operculina de la familia Nummulitidae, de la superfamilia Nummulitoidea, del suborden Rotaliina y del orden Rotaliida. Su especie tipo era Operculina ammonea. Su rango cronoestratigráfico abarcaba desde el Thanetiense (Paleoceno superior) hasta el Ypresiense inferior (Eoceno inferior).

## Clasificación
Frilla incluía a la siguiente especie:
- Frilla ammonea †, también considerado como Operculina (Frilla) ammonea † y aceptado como Operculina ammonea
  - Frilla ammonea var. romanensis †, también considerado como Operculina (Frilla) ammonea var. romanensis †